# No Matter How Far
No Matter How Far è il sesto album in studio del cantante statunitense Kris Allen, pubblicato nel 2013. 

## Tracce
1. Nothing Else Better to Do – 3:26
2. Everything and More – 3:55
3. Don't Run Away – 3:37
4. Tell Me – 3:52
5. Love Don't Hate – 3:17
6. Wait – 3:13
7. Heart Falls Out – 3:37
8. Notice Me – 3:46
9. I'll Never Go – 4:19
10. Forevermore – 4:48